# Misterio pascual
Misterio pascual designa la Pasión, Muerte, Resurrección y Ascensión a los cielos de Jesucristo.
Por Misterio Pascual se entiende este conjunto de acontecimientos, históricos y meta-históricos, entendidos como una unidad inseparable en sus diversos elementos. Para la teología cristiana, el Misterio Pascual es el principal artículo de fe y el contenido esencial de la predicación y misión de la Iglesia. En verdad, para los cristianos, fue por el Misterio Pascual de Cristo que se consumó la salvación de todos los hombres y se inauguró el tiempo nuevo de la Redención. Es por el Misterio Pascual que todos los hombres son salvos y participan de la vida divina. Luego, se puede entender el Misterio Pascual el supremo sacrificio, de valor infinito, que Jesús ofreció a Dios Padre a favor de la salvación de todos los hombres y mujeres.

## Significado
La palabra Misterio tiene, en esta expresión, no en el sentido vulgar de "cosa oculta", "enigma", sino en el sentido corriente en los escritos de San Pablo, de realidad que nos supera pero que es objeto de una revelación progresiva.
Pascual, porque la entrega de Cristo en la Cruz y su Resurrección están íntimamente ligados a la Pascua, o sea, a la fiesta de los judíos, que conmemora su liberación de la esclavitud de Egipto, y la que Cristo da el sentido nuevo de liberación de la esclavitud del pecado y de la muerte. Así como la Pascua, para los judíos, está ligada al pasaje del Mar Rojo, para los cristianos se unen al pasaje de la Muerte a la Vida, sentido último del Misterio Pascual. Así como Cristo murió pero volvió a la vida, los cristianos creen que, por ese mismo misterio, son también liberados de la muerte y reconducidos a la vida.
El Misterio Pascual, como realidad fundamental de la fe cristiana, está presente en su predicación, de modo especial, en sus sacramentos. El Bautismo corresponde, para los cristianos, a una inserción del individuo en el Misterio Pascual de Cristo, por la cual pasa a formar parte también de la Iglesia. Por el bautismo, el cristiano, a la imagen de Cristo, es retirado de la muerte a la vida nueva de gracia. El Misterio Pascual está presente de forma más intensa en la Eucaristía. En este sacramento, el Misterio Pascual es renovado, o sea, tornado presente para los que lo celebran, de modo que todos reciben sus frutos de salvación. El Misterio Pascual de Cristo, por otra parte, está presente en todas las celebraciones de la Iglesia, sacramentales y no sacramentales. Todas ellas son, de alguna forma, celebración y actualización del Misterio Pascual.
- Datos: Q3331790